# Epiplema urapterygia
Epiplema urapterygia är en fjärilsart som beskrevs av Rothschild 1916. Epiplema urapterygia ingår i släktet Epiplema och familjen Uraniidae. Inga underarter finns listade i Catalogue of Life.